# Russelia glandulifera
Russelia glandulifera är en grobladsväxtart som beskrevs av Cyrus Longworth Lundell. Russelia glandulifera ingår i släktet Russelia och familjen grobladsväxter. Inga underarter finns listade i Catalogue of Life.